# Fald i vand maskine
Fald-i-vand maskine, også kendt under navne som Skyd mand i vand, Skyd manden ned, Faldlemmen, Fald-ned manden er en forlystelse - et spil - som kendes fra forlystelsesparker, fx Tivoli og Dyrehavsbakken, siden ca. år 1900. Forlystelsen involverer som minimum to deltagere. Den ene deltager sidder på en sammenklappelig sæde over et vandbassin og den anden deltager skal kaste en bold efter et mål, som hvis rammes korrekt, får sædet til at klappe sammen, så personen ryger ned i vandet. Den person, der kaster bolden, skal ofte betale pr. kast som betaling for forlystelsen eller som donation til et velgørende formål eller firma, som den nedsænkede person støtter eller er ansat for.
På Dyrehavsbakken er fald-i-vand maskinen en af de ældste forlystelser og kendes under navnet Faldgruben. Har var personen på sædet en klovn som med spidse bemærkninger fik folk til at ønske ham skudt ned i vandet.
Forlystelsen er på Engelsk kendt som Dunk tank og har en racistisk grundhistorie.